# Ernst Graser

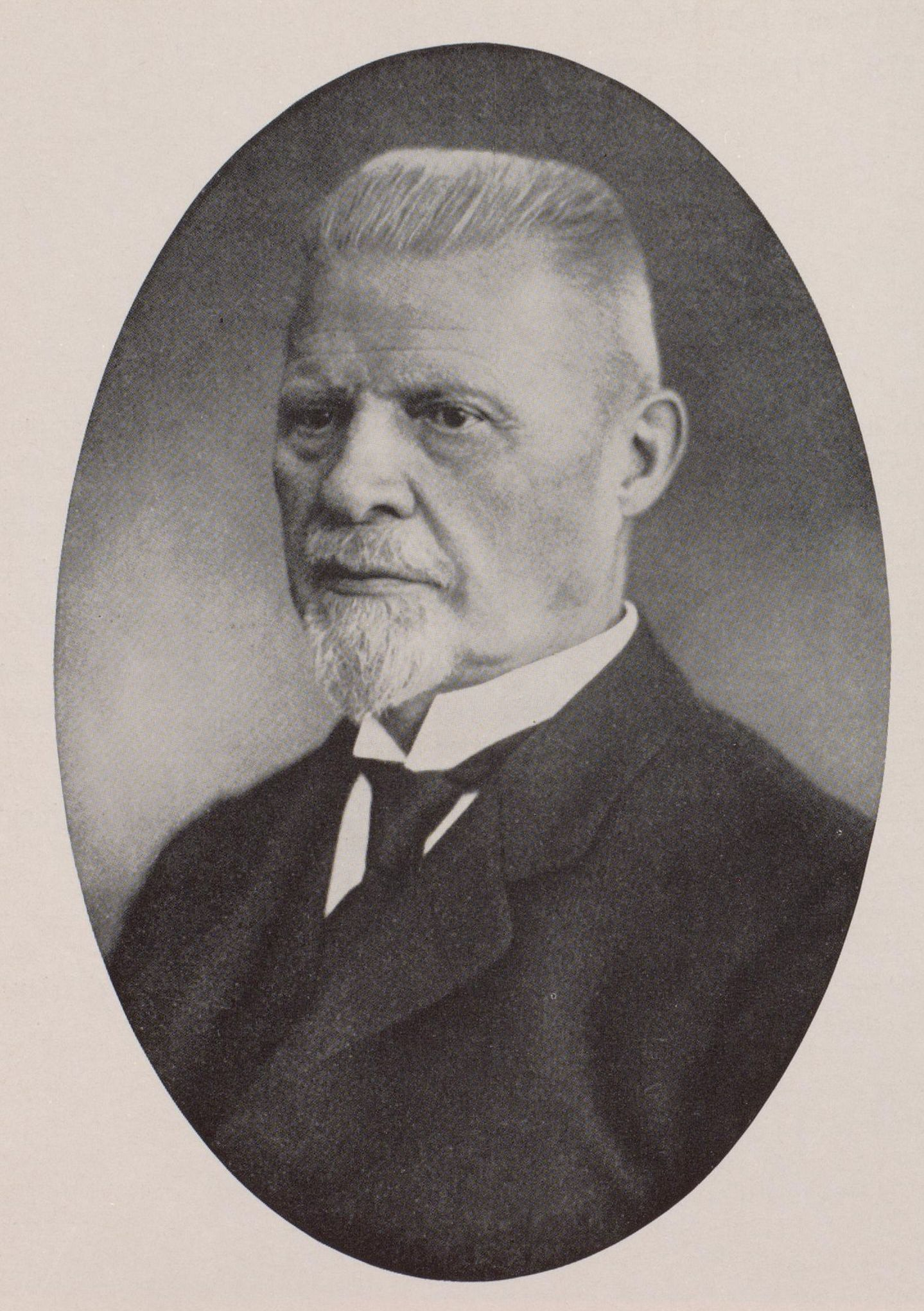
Ernst Graser

Ernst Graser (* 4. April 1860 in Feuchtwangen; † 17. November 1929 in München) war ein deutscher Chirurg und Hochschullehrer in Erlangen. 

## Leben
Nach dem Abitur in Augsburg studierte Graser zunächst in Erlangen an der Friedrich-Alexander-Universität Medizin. Im Wintersemester 1878/79 wurde er Mitglied der Burschenschaft Germania Erlangen. Er wechselte an die Ludwig-Maximilians-Universität München und die Kaiser-Wilhelms-Universität Straßburg. 1883 wurde er zum Dr. med. promoviert. In Erlangen ging er zunächst zu Isidor Rosenthal (Physiologie), Friedrich Albert Zenker (Pathologie) und Wilhelm von Leube (Innere Medizin). Die chirurgische Ausbildung begann er 1885 bei Walter Hermann von Heineke, bei dem er sich 1886 habilitierte.
Im Jahr 1892 wurde er in Erlangen außerordentlicher Professor für die chirurgisch-propädeutischen Fächer. 1901 auf den Lehrstuhl der Universität Rostock berufen, kehrte er im Oktober desselben Jahres als ordentlicher Professor und Direktor der Chirurgischen Universitätsklinik nach Erlangen zurück. Er brachte die Klinik aus kleinen Verhältnissen zu einem stattlichen Bau; die Zahl der Krankenbetten wuchs von 110 auf 200. Er erhielt 1908 eine orthopädische und 1919 eine urologische Abteilung unter Eduard Pflaumer. Unter Grasers Leitung war die Klinik sowohl für Studenten als auch für Ärzte eine vorzügliche chirurgische Ausbildungsstätte. Graser selbst befasste sich vorwiegend mit Abdominalchirurgie. Im Jahr 1906 berichtete er aus Erlangen über eine Magenresektion, bei der er die retrokolisch hochgezogene Leerdarmschlinge in den unteren Teil der Resektionsfläche einsetzte. Vielgerühmt war sein Weitblick für die Entwicklung der Medizin und seine Aufgeschlossenheit gegenüber allen Neuerungen. 1920, 1921 und 1922 war er Vorsitzender der Vereinigung der Bayerischen Chirurgen. 1929 wurde er emeritiert. Nach ihm wurden Ausstülpungen des Colons benannt (Graser-Divertikel).

## Schriften (Auswahl)
- Eine operativ behandelte Hirncyste (Cystisch-entartetes Perithelsarcom). In: Archiv für klinische Chirurgie. Band 50, 1895, S. 901–912.
- Ueber multiple falsche Darmdivertikel in der Flexura sigmoidea. München 1899.
- Die Lehre von den Hernien. In: Handbuch der praktischen Chirurgie. Band 4. 4. Auflage 1902.